# Дзюба Василь Миколайович
Василь Миколайович Дзюба (нар. 7 січня 1899 року, Тарнава, Липовецький повіт Київська губернія, нині Монастирищенський район Черкаська область — березень 1945, там само) — український борець, цирковий артист.

## Біографія
Василь Миколайович Дзюба народився 7 січня 1899 року в сім'ї хлібороба на Черкащині. До 17 років Василь не виділявся серед однолітків ні зростом, ні силою, але з 18-річного віку як пішов у ріст, то вигнав до 2 метрів 31 сантиметрів з вагою 195 кілограм. Син Микола розповідав, що років до п'яти з товаришем, коли грали в піжмурки, ховалися в батькових чо́ботах. Найчастіше Василя просили продемонструвати свою фізичну силу. Він легко забивав 15-сантиметрові цвяхи долонею у дубову дошку, потім руками їх витягував, розгинав підкови.
Вирішальною у долі хлопця стала зустріч з Котовським. Якось після громадянської війни, проїжджаючи селами уманської округи, Григорій Котовський побачив незвичайну картину: двоє чоловіків орали ниву. Один ішов в упряжці, другий — за плугом. Батько хлопця пояснив військовим, що коня у них нема, а хлопцеві ця робота за розвагу. Котовський забрав Василя до Умані, де на той час діяла окружна рада фізичної культури та спорту, звідти Василь був мобілізований до Червоної Армії. І з урахуванням особи, — поставлений на спеціальне продовольче забезпечення (його сніданок складався із 30-ти яєць і селянської буханки хліба). Після демобілізації Василь служив у міліції. Ніколи не хизувався своєю силою, односельці пам'ятають його добрим і спокійним.

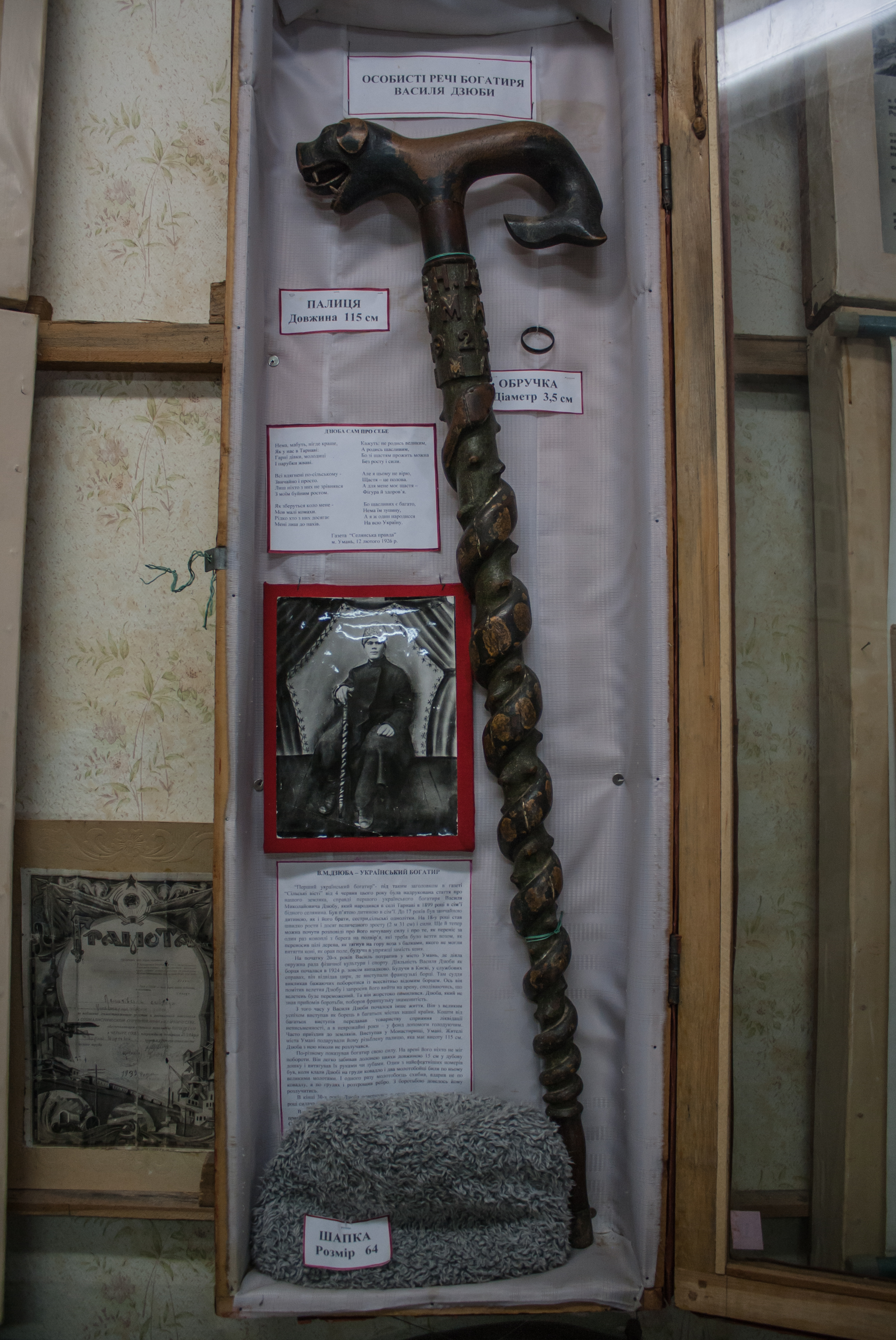
Експозиція з особистими речами Василя Дзюби в Монастирищенському краєзнавчому музеї

У 1924 році Василь у службових справах поїхав до Києва. І не стримався від спокуси подивитися на відомих французьких борців, які виступали в цирку. Суддя викликав охочих поборотися з всесвітньо відомим французьким борцем. Дзюба погодився. Французький атлет одразу кинувся в атаку, але Дзюба, на великий подив публіки та судді, обхопив француза своїми міцними руками, відірвав від килима, підійняв над головою і впав разом з ним, притиснувши його обома лопатками до підлоги. Цей випадок докорінно змінив життя Василя Дзюби. Після вистави йому запропонували стати цирковим борцем. Відтоді впродовж 15-ти років борець Василь Дзюба з успіхом виступав на аренах Києва, Свердловська, Казані, Орла, Брянська, Житомира та інших міст України та Росії, гастролював у Казахстані, готувався до поїздки за кордон. Але на заваді стала війна. Був Василь Дзюба і кіноактором. У 1936 році борця запросили взяти участь у зйомках фільму «Острів скарбів», де він зіграв роль пірата.
Жителі Умані подарували йому різьблену палицю, з якою богатир ніколи не розлучався. Зараз вона зберігається в Монастирищенському краєзнавчому музеї. Туди ж діти Василя Дзюби передали також батькову каракулеву шапку 64-го розміру та обручку (діаметром 3,5 см).
На арені тарнавського богатиря ніхто не міг побороти. Найефективнішим вважався номер, коли Дзюбі клали на груди ковадло або кам'яну брилу, і два молотобійці щосили били по них великими молотами. Та одного разу молотобоєць схибив і вдарив силача по ребру. Більше Дзюба виступати не зміг. Наприкінці 1930-х років Дзюба повернувся в рідне село, довго хворів. Влаштувався працювати сторожем в радгосп.
Під час окупації німці з повагою ставилися до українця-велетня. Якось до хати зайшли німецькі солдати і скомандували всім встати. Та коли Дзюба піднявся на повний зріст, вони зніяковіли. Згодом усе окупаційне начальство побувало в Тарнаві, всім кортіло сфотографуватися з богатирем. Лише кілька місяців не дожив Василь Дзюба до Перемоги. У березні 1945-го року його не стало. Похований другий Піддубний, як про нього говорили, на сільському кладовищі в Тарнаві. Живі нащадки Василя Дзюби: славний рід нараховує 6 онуків, 8 правнуків та 5 праправнуків. Та, на жаль, ніхто не успадкував сили та богатирського зросту відомого земляка.